# جيمس ويلسون (لاعب كرة قدم)
جيمس ويلسون (بالإنجليزية: James Wilson) (26 فبراير 1989 في المملكة المتحدة - ) هو لاعب كرة قدم بريطاني في مركز الدفاع. شارك مع منتخب ويلز تحت 19 سنة لكرة القدم ومنتخب ويلز تحت 21 سنة لكرة القدم ومنتخب ويلز لكرة القدم. أما مع النوادي، فقد لعب مع أولدهام أثلتيك ونادي بريستول سيتي ونادي برينتفورد ونادي تشيلتنهام تاون لكرة القدم.

## مسيرته الكروية
لعب جيمس ويلسون خلال مسيرته الاحترافية مع 8 أندية في خمسة عشر موسمًا وسجل خلالها 6 أهداف ضمن 230 مباراة. ولم يفز بأي موسم بالكأس أو بالدوري.
خاض جيمس ويلسون مسيرته مع نادي بريستول سيتي في موسم 2008–09 في المرة الأولى لمدة موسم واحد ثم في موسم 2010–11 واستمر معه طيلة ثلاثة مواسم، مشاركًا طوالها في 31 مباراة ولم يسجل أي هدف. ثم انتقل إلى نادي برينتفورد في موسم 2009–10 لمدة موسم واحد، حيث شارك في 27 مباراة ولم يسجل أي هدف أيضًا. لينتقل بعدها إلى نادي أولدهام أثلتيك في موسم 2013–14 واستمر معه طيلة ثلاثة مواسم، مشاركًا في 100 مباراة سجل خلالها هدفين. ثم انتقل إلى نادي شيفيلد يونايتد في موسم 2016–17 لمدة موسم واحد، مشاركًا في 7 مباريات سجل خلالها هدفًا واحدًا. هذا وانتقل لاحقًا إلى نادي لينكولن سيتي في موسم 2017–18 ولمدة موسمين، مشاركًا في 19 مباراة سجل خلالها هدفين. ثم انتقل بعدها إلى نادي إيبسويتش تاون في موسم 2019–20 لمدة موسم واحد، مشاركًا في 23 مباراة ولم يسجل أي هدف.

## وصلات خارجية
- جيمس ويلسون على موقع قاعدة بيانات كرة القدم.إي يو (الإنجليزية)
- جيمس ويلسون على موقع ناشيونال فوتبول تيمز (الإنجليزية)
- جيمس ويلسون على موقع Soccerbase.com (لاعب) (الإنجليزية)